# Émile Paccaud
Pour les articles homonymes, voir Paccaud.
 (septembre 2022).
Émile Paccaud, né le 28 avril 1836 et mort le 27 décembre 1915, est une personnalité politique vaudoise, membre du parti radical.

## Biographie
Émile Paccaud fait une carrière de fonctionnaire vaudois d'abord comme intendant des poudres du 1er arrondissement, puis comme directeur des péages du 5e arrondissement. En 1892, il est nommé à la tête de la Banque cantonale vaudoise et démissionne en 1900 au moment où la banque s'installe dans le bâtiment construit par Francis Isoz sur la place Saint-François.
En 1862, il est élu député au Grand Conseil où il siège jusqu'en 1905. Il est aussi conseiller communal de Lausanne. 
Habile polémiste, Emile Paccaud participe aux débats politiques de son temps : auteur d'un éphémère Messager populaire, hebdomadaire radical, il a aussi écrit dans le Démocrate de Payerne avant de collaborer à la fondation du quotidien radical, la Revue de Lausanne, dont il sera membre du conseil d'administration. Il a aussi été franc-maçon, membre de la loge « Liberté » de Lausanne, appartenant à la Grande Loge suisse Alpina.
Émile Paccaud décède le 27 décembre 1915 à Lausanne. Il lègue sa bibliothèque à la Bibliothèque cantonale et universitaire de Lausanne.